# Galatina bianco frizzante
Il Galatina bianco frizzante è un vino DOC la cui produzione è consentita nella provincia di Lecce.

## Caratteristiche organolettiche
- colore: giallo paglierino tanue anche con riflessi verdognoli
- odore: delicato, gradevole, fruttato
- sapore: asciutto, vivace, caratteristico

## Produzione
Provincia, stagione, volume in ettolitri
- nessun dato disponibile